# Los Jobos
Los Jobos är en ort i Mexiko.   Den ligger i kommunen Tampico Alto och delstaten Veracruz, i den östra delen av landet, 300 km nordost om huvudstaden Mexico City. Los Jobos ligger 3 meter över havet och antalet invånare är 184.
Terrängen runt Los Jobos är mycket platt. Havet är nära Los Jobos åt sydväst.  Närmaste större samhälle är Cucharas, 17,8 km väster om Los Jobos. 